# The Pierre
The Pierre ist ein Luxus-Hotel in der Upper East Side in Manhattan in New York City. Der Wolkenkratzer beherbergt neben das von der Hotelkette Taj Hotels Resorts and Palaces betriebene Hotel noch 77 Wohnungen einer Wohnungsgenossenschaft.

## Beschreibung
Das Gebäude steht an der Südostecke von Fifth Avenue und East 61st Street im wohlhabenden Viertel Lenox Hill. Gegenüber jenseits der Fifth liegt der Central Park, wenige Meter südlich befinden sich der Grand Army Plaza, das weltbekannte Hotel The Plaza und das Hotel The Sherry-Netherland. Am Nachbargebäude 790 5th Avenue existiert ein Zugang zur Station 5 Av-59 St der New York City Subway mit den Linien . Die Hauptadresse des Hotels lautet 2 East 61st Street, die Nebenadresse ist 795 5th Avenue.
Das Hotel The Pierre wurde von dem Architektenbüro Schultze & Weaver entworfen und von 1928 bis 1930 errichtet. Benannt wurde es nach dem Bauherrn Charles Pierre. Der Wolkenkratzer hat eine Höhe von 160 Meter und besitzt 42 Etagen. Es beherbergte nach seiner Fertigstellung 714 Gästezimmer. Der Gebäudesockel im Louis-seize-Stil ist mit Kalkstein verkleidet und der Turm hat eine Fassade aus hellem Ziegelstein. Für die prächtige neobarocke Turmspitze mit seinem kupfernen Mansarddach diente die Schlosskapelle von Versailles als Vorbild. In ihr ist ein 16-Zimmer-Triplex-Penthouse untergebracht. Die gesamte 39. Etage wird von der Präsidentensuite eingenommen. In den Jahren 1967 und 1968 malte Edward Melcarth in der Rotunde Trompe-l’œil-Wandbilder mit mythologischen Figuren. Das Hotel ließ 2016 die Wandbilder, die dekorative Gipsdecke und die Marmortreppe restaurieren.
Zwei Jahre nach seiner Fertigstellung ging das Hotel in Konkurs und gelangte 1938 in den Besitz von J. Paul Getty. 1959 ließ er einen Teil des Gebäudes in 77 Wohnungen umbauen und verkaufte diese an eine Wohnungsgenossenschaft, die restlichen Zimmer blieben sein Eigentum. Die Leitung des Hotels übernahm 1981 die Hotelkette Four Seasons Hotels and Resorts. Im Jahr 2005 wurde die zur Tata-Gruppe gehörende Taj Hotels Resorts and Palaces neuer Betreiber des Hotels, das fortan zu den Taj Hotels gehört. Im Jahr 2010 fand für 100 Millionen US-Dollar eine umfassende Renovierung statt.
Am 2. Januar 1972 fand ein von der Lucchese-Familie arrangierter Raubüberfall in den Tresorraum des Hotels statt. Die acht Räuber erbeuteten Schmuck und Bargeld im Wert von etwa 28 Millionen US-Dollar. Der Raubüberfall bekam einen Eintrag in das Guinness-Buch der Rekorde als der größte und erfolgreichste Hotelraub der Geschichte.
The Pierre war und ist zeitweilig das Zuhause von zahlreichen Persönlichkeiten wie Richard Nixon (1968/69), Aristoteles Onassis, Elizabeth Taylor, Yves Saint Laurent, Coco Chanel, Karl Lagerfeld, Hubert de Givenchy, Audrey Hepburn, Barbra Streisand und Joan Collins. Heute verfügt das 5-Sterne-Hotel über 140 Gästezimmer, 38 exclusive Suiten und 11 Grand Suiten. Seit dem 19. Mai 1981 ist The Pierre Teil des Upper East Side Historic Districts.

## Kultur
Das Hotel The Pierre ist Schauplatz in einer Reihe von Romanen, Spielfilmen und Fernsehserien (Auswahl).
- Novelle „Seize the Day“ (Nutze den Tag) von Saul Bellow (1956).
- Roman „Chocolates for Breakfast“ (Schokolade zum Frühstück) von Pamela Moore (1956).
- Spielfilm Joe gegen den Vulkan (Joe Versus the Volcano) mit Ossie Davis und Tom Hanks (1990).
- Spielfilm Der Duft der Frauen (Scent of a Woman), Tangoszene mit Al Pacino im Cotillion Ballroom des Hotels Pierre (1992).[13]
- Hauptdrehort der Filmkomödie Ein Concierge zum Verlieben (Aus Liebe zum Geld, orig. For Love or Money) mit Michael J. Fox als Concierge des fiktiven Bradbury Hotels (1993).
- Im Spielfilm Rendezvous mit Joe Black (Meet Joe Black) wohnte William Parrish, gespielt von Anthony Hopkins, im Penthouse des Hotels (1998).
- Mehrere Folgen der Serie Mad Men, das Hotel beherbergte kurzzeitig das neu gegründete „Sterling Cooper Draper Pryce“ in Zimmer 435 (2007–2015).
- Zwei Folgen der Serie CSI: NY (Staffel 6, Folge 10: „Death House“; Staffel 7, Folge 2: „Unfriendly Chat“)(2009/10).
- Spielfilm Dating Queen mit Amy Schumer und Bill Hader, Preisverleihungsszene (2015).
- Das 2017 erschienene Buch „The Pierre Hotel Affair“ von Daniel Simone handelt von dem im Hotel stattgefundenen Raubüberfall von 1972.
- In Film Ocean’s 8 macht sich Anne Hathaway in der Präsidentensuite für die Met Gala fertig und verabredet sich in der Rotunde des Hotels (2018).

## Ansichten

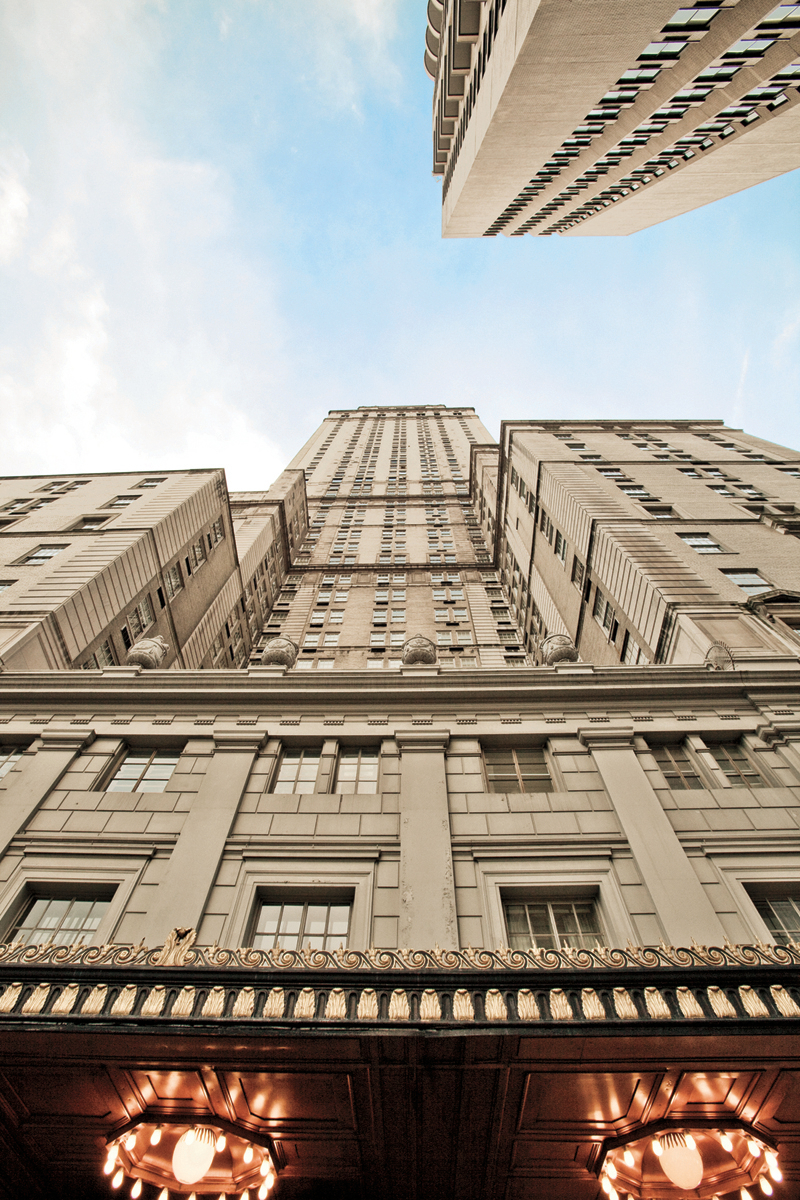
Vertikaler Blick nach oben
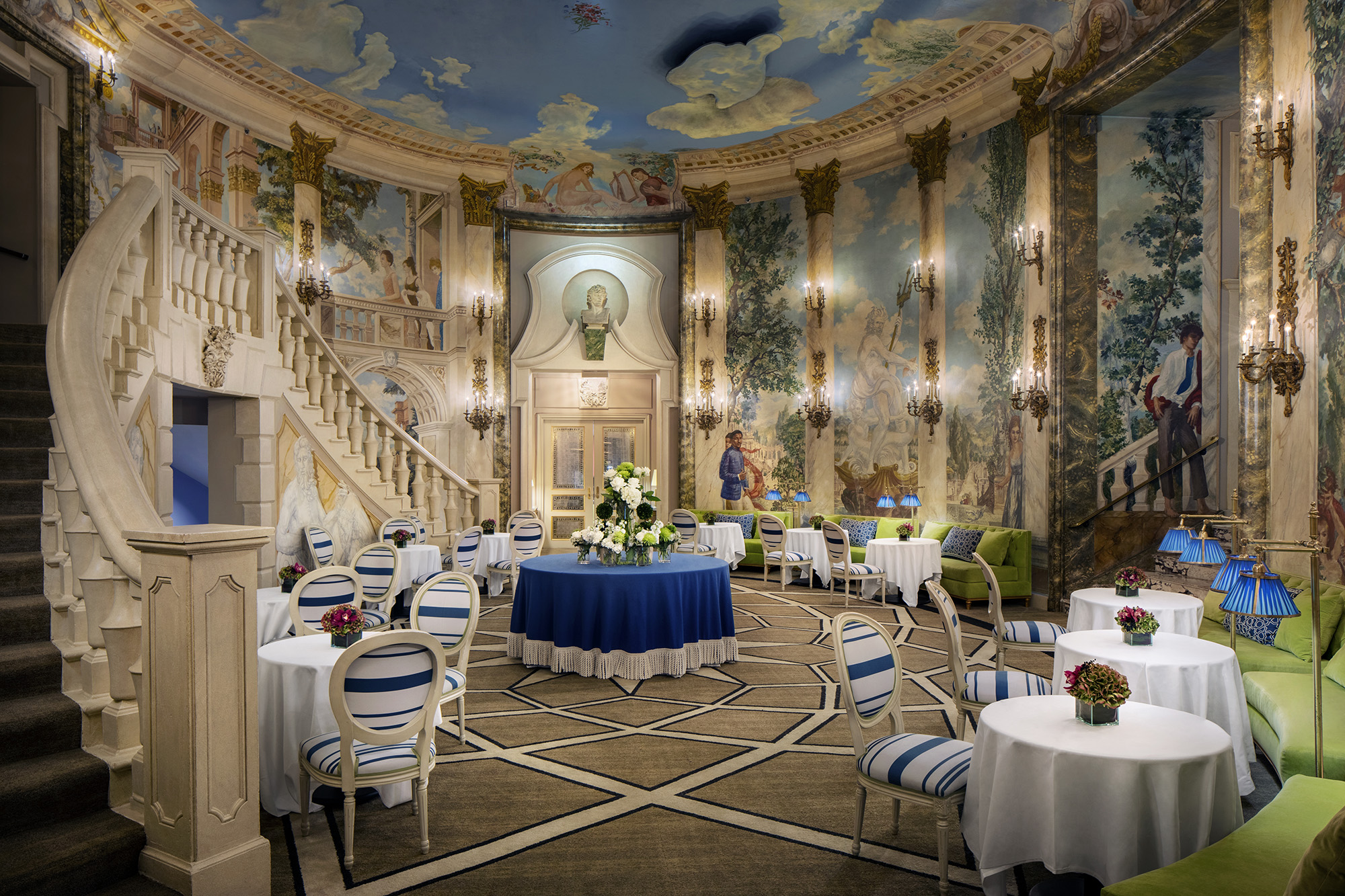
Die Rotunde mit Trompe-l’œil-Wandbilder
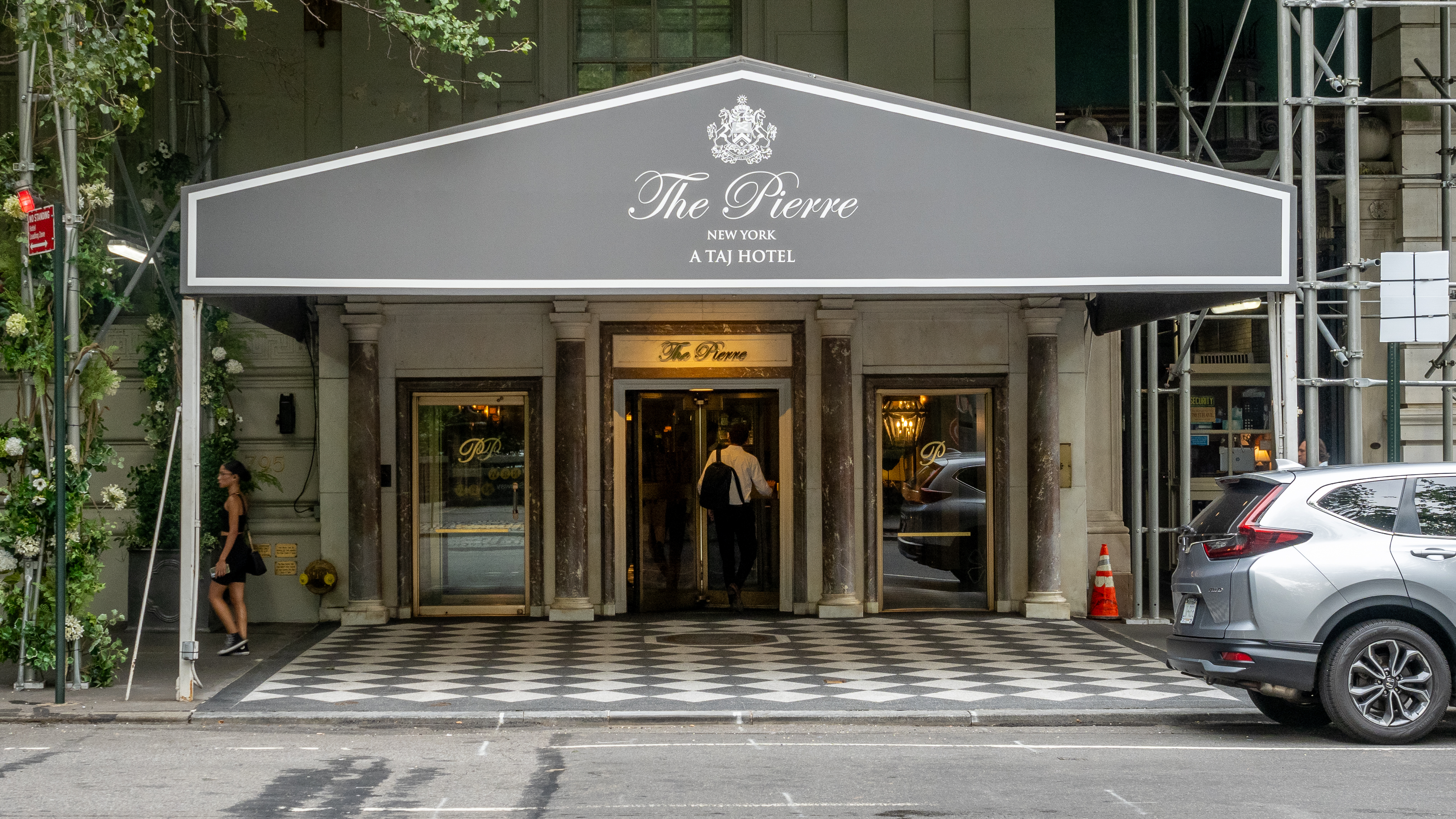
Eingang an der Fifth Avenue
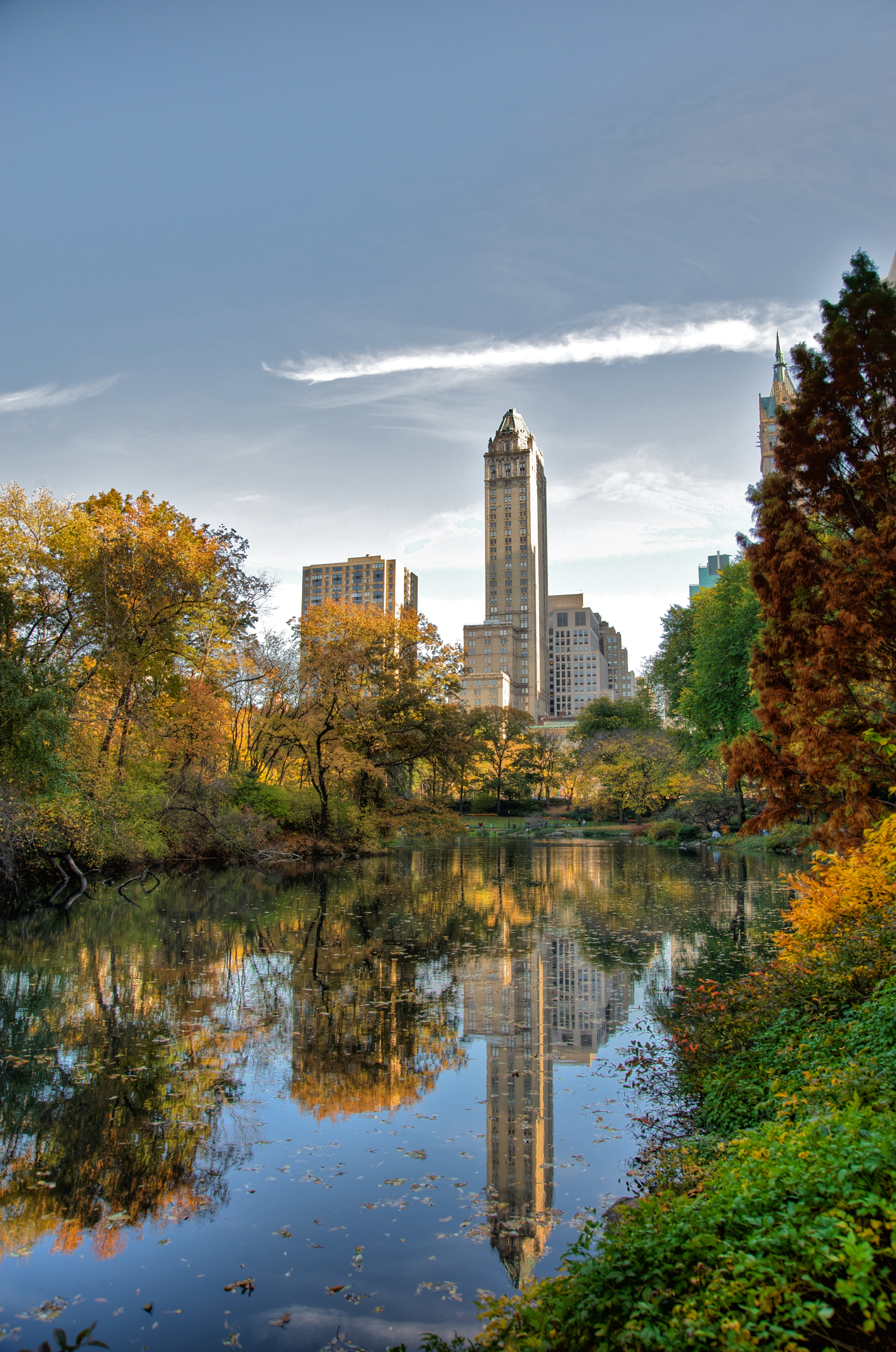
Ferne Ansicht vom Central Park